# St Philip and St James (Oxford)

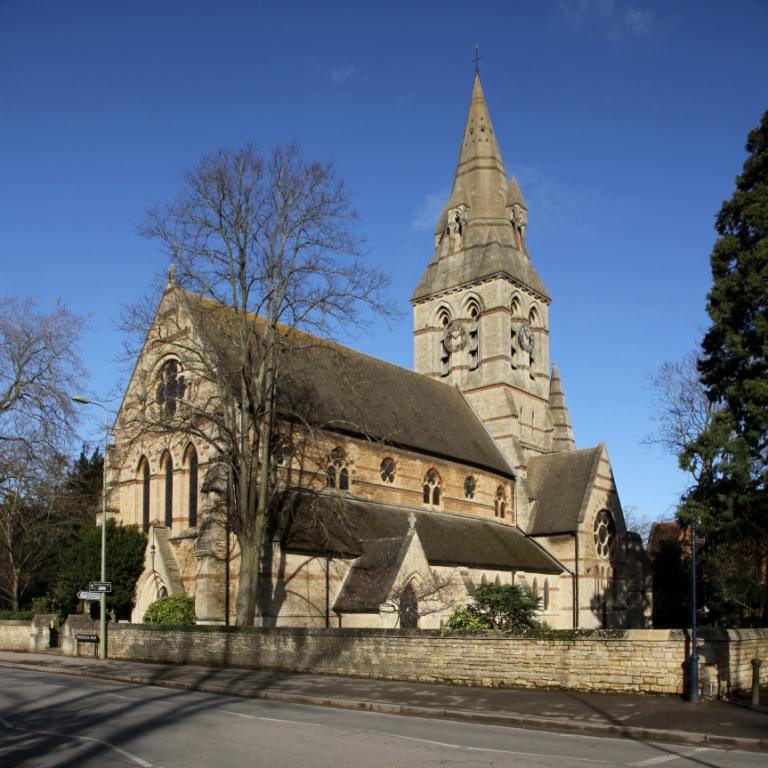
Oxford, St Philip and James

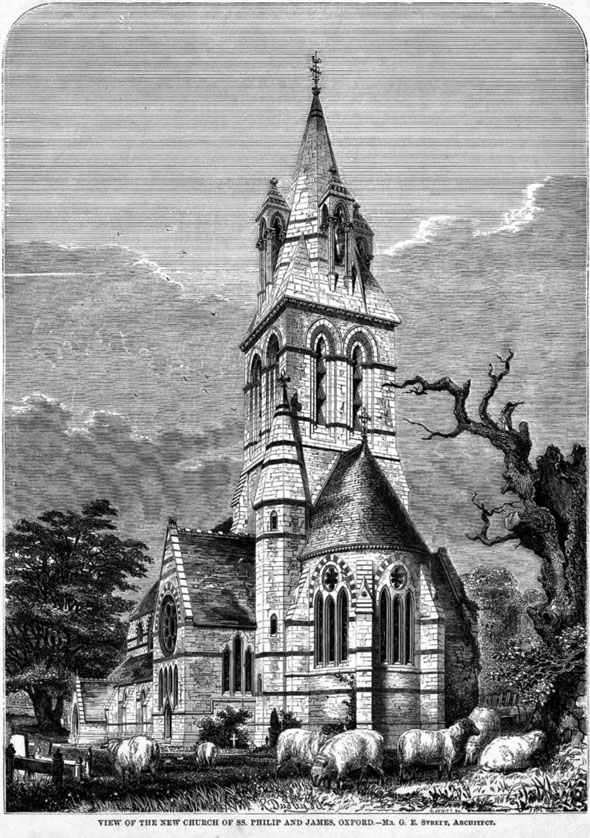
Entwurfszeichnung von G. E. Street (1860)

St Philip and James ist eine ehemalige anglikanische Pfarrkirche in Oxford, seit 1983 dient die profanierte Kirche als Oxford Centre for Mission Studies.

## Geschichte und Architektur
Die an der Woodstock Road in North Oxford gelegene Kirche wurde in den Jahren 1860–62 nach einem Entwurf von George Edmund Street errichtet und am 8. Mai 1862 durch Samuel Wilberforce, Bischof von Oxford, auf das Patrozinium der Apostel Philippus und Jakobus konsekriert. 1864–66 erfolgte der Aufbau des Vierungsturms.
Das im Äußeren wie Inneren steinsichtige Kirchengebäude wurde als Basilika mit niedrigen Querhausarmen, Vierungsturm und halbrund geschlossenem und strebepfeilerbesetzten Chor mit flankierendem Treppenturm errichtet. Den Vierungsturm bekrönt ein achtseitiger steinerner Steilhelm, der sich im unteren Bereich mit einer Pyramide verschneidet und mit vier Lukarnen besetzt ist. In stilistischer Hinsicht orientierte sich Street bei seinem Entwurf an dem stark von der französischen Frühgotik beeinflussten Early English Style des frühen 13. Jahrhunderts. So sind die dreibahnigen Chorfenster von Fensterrosen bekrönt, die auch die Querhausstirnen beherrschen. 
Der basilikale Kirchenraum wird durch die beiden massiven Hochmauern mit ihren weitgespannten Arkaden und den in durch einen Laufgang verbundene Nischen zurückversetzten Kreisfenstern des Obergadens artikuliert. Räumlich ist das Langhaus in den Dachstuhl erweitert, im Hochschiff durch eine den Mauerkronen aufgesetzte verbretterte Spitztonne, in den Abseiten durch ein von Schwibbögen getragenes offenes Sparrendach. Der demgegenüber niedrigere Chorraum und die Vierung sind der Bedeutung des Sakralbereichs entsprechend kreuzrippengewölbt.
In seiner betonten räumlichen Differenzierung von Chor- und Gemeindebereich schließt sich der Kirchenbau eng den Prinzipien der sogenannten Oxfordbewegung um 1830 an,  die die dem Anglikanismus zugrundeliegenden katholischen Prinzipien und frühkirchlichen Orientierungen vermehrt zur Geltung zu bringen suchte.